# E-text
Un e-text o etext (dall'inglese "electronic text") è genericamente ogni informazione testuale disponibile in un formato digitale leggibile dall'uomo. Più specificatamente è un file in formato testo ASCII.